# Michel Martelly
Michel Joseph Martelly (n. 12 februarie 1961, Port-au-Prince, Haiti) este al 56-lea președinte al statului insular Haiti, învestit la 14 mai 2011, muzician, compozitor, om de afaceri și activist sociopolitic haitian. Ca muzician și compozitor, Michel Martelly a activat și sub pseudonimul Sweet Micky (în traducere: Micky cel Dulce).

## Date biografice
Michel Joseph Martelly s-a născut la12 februarie 1961, la Port-au-Prince, capitala statului Haiti, tatăl său, Gerard Martelly, a fost angajat la firma petrolieră Royal Dutch Shell.
Michel Martelly a urmat o școală catolică din Carrefour, o suburbie a orașului Port-au-Prince, după promovarea căreia a studiat la Junior Colleges din SUA, însă fără să-și finalizeze studiile.
El a lucrat ca muncitor în construcții în Miami.
Michel Martelly devine un cunoscut compozitor și cântăreț de muzică de dans haitiană în formația „Kompa”, sub numele de Sweet Micky. El era cunoscut pe scenă ca un excentric, care lăsa să-i cadă pantalonii în timpul concertului.
Michel Martelly este căsătorit cu Sophia Saint-Remy, iar împreună au patru copii, trei băieți (Michel-Olivier, Michel-Alexandre, Michel-Yani) și o fată (Malaika-Michel), și trăiește actualmente în suburbia Pétionville ce aparține de Port-au-Prince.
Deși cariera sa politică a început în anul 2010, el este cunoscut ca prieten al locotenentului colonel Michel François care este șeful poliției și conducătorul miliției secrete (Milice de Volontaires de la Sécurité Nationale, MVSN) care a înăbușit în mod brutal protestele din Haiti, când țara era sub controlul fostului dictator François Duvalier.
Martelly este un politician de dreapta, având legături cu partizanii loviturii de stat din 1999, din Haiti..

## Alegerea ca președinte al Republicii Haiti
În iulie 2010, Michel Joseph Martelly și-a anunțat candidatura la alegerile legislative și prezidențiale haitiene din 2010 - 2011.
La 4 aprilie 2011, un înalt funcționar al Consiliul Electoral Provizoriu (C.E.P.), organism însărcinat cu organizarea alegerilor, a anunțat rezultatele acestora, în urma numărării parțiale a voturilor din cel de-al doilea tur de scrutin, care s-a ținut la 20 martie 2011. Michel Martelly dispunând de un mare avans, în fața contracandidatei Mirlande Manigat, este asigurat că obține victoria în alegerile prezidențiale haitiene. La 21 aprilie 2011, C.E.P. l-a declarat, în mod oficial, învingător în alegerile din 20 martie, cu 67,57 % din voturi, în fața contracandidatei, situate pe locul al II-lea, doamna Mirlande Manigat.
A fost învestit în funcția de președinte al statului Haiti, la 14 mai 2011.
Și-a încheiat mandatul la 7 februarie 2016.

## Discografie
| Titlul discului | Anul |
| --------------- | ---- |
| Woule Woule     | 1989 |
| Anba Rad La     | 1990 |
| The Sweetest    | 1992 |
| Men Koze-A      | 1993 |
| I Don't Care    | 1994 |
| Pa Manyen       | 1995 |
| Tout Ce Mately  | 1996 |
| Aloufa          | 1997 |
| 100.000 Volts   | 1998 |
| Dènye Okazyon   | 1999 |
| 'SiSiSi         | 2001 |
| Totot           | 2003 |
| GNB             | 2005 |
| Bandi Legal     | 2008 |